# Narciso António da Fonseca
Narciso António da Fonseca (Angra, 1802 — Angra do Heroísmo, 28 de julho de 1869) foi um clérigo, professor e jornalista, que se distingiu na político durante o período inicial do regime constitucional. Foi dirigente do Partido Regenerador.

## Biografia
Foi capelão e fidalgo da casa real, Comendador da Ordem de Cristo, Cavaleiro da Ordem de Nossa Senhora da Conceição de Vila Viçosa, pregador de todas as reais capelas, deão da Sé de Angra do Heroísmo a Igreja de São Salvador (Angra do Heroísmo).
Foi um jornalista distinto, político hábil de comprovada influência, vulto importante do Partido Regenerador terceirense. Foi o orador nas exéquias da rainha D. Maria II.

## Obras
Entre outras é autor da seguinte obra:
- Memoria justificativa escripta pelo conego Narciso Antonio da Fonseca. Lisboa, 1844.